# Alia Mamduh
Alia Mamduh (àrab: عالية ممدوح, ʿĀliya Mamdūḥ) (Bagdad, Iraq, 1944) és una escriptora iraquiana.
Forma part d'una generació de dones que va viure les grans transformacions del món àrab, sorgides dels moviments anticolonialistes i que va poder accedir a l'educació. Mamduh estudià psicologia a Bagdad, però aviat va començar a escriure. La seva primera col·lecció de relats breus es va publicar el 1973. L'any 1978 va editar una segona col·lecció, Notes al marge per a la senyora B, i tres novel·les aparegudes a partir de 1980, entre elles Layla i el llop. El 1980 va abandonar Iraq i es va establir a París l'any 1990, després d'haver passat un temps al Marroc i a la Gran Bretanya.
La seva no és una fugida del règim polític, sinó de l'ordre patriarcal que la condemna i la denigra. La seva novel·la més coneguda és Boles de càmfora (1986), que ha estat silenciada al seu país. L'escenari principal d'aquesta obra és l'univers femení al que estan confinades les dones àrabs: descriu, des de la perspectiva d'una nena de 9 anys, la vida quotidiana a un barri pobre de Bagdad durant els anys quaranta. Aquesta novel·la forma part d'una autobiografia literària juntament amb La passió (1995) i La mossa (1999).
L'any 1993 va reunir al llibre Acompanyaments diversos assajos sobre qüestions actuals del món àrab i d'Europa.

## Novel·les
- Iftitahiyya li-d-dàhik (1971)
- Hawàmix ilà-s-sayyida Ba (1973)
- Laylà wa-dh-dhiʾb (1981)
- Ḥabbāt an-naftālīn (1986), traduït al català per Marta Serra, Boles de càmfora, ISBN 9992056150.
- Al-walaʿ (1995)
- Al-ḡulāma (1999)
- Al-maḥbūbāt (2003)
- At-taxhī (2007)